# Jonathan Arnott
Jonathan Arnott (Sheffield, 12 gennaio 1981) è un politico britannico.

## Biografia
Si è laureato in matematica all'Università di Sheffield e ha lavorato come insegnante di questa materia. Gioca anche a scacchi, ottenendo il titolo di candidato campione di scacchi FIDE.
Ha militato nel Partito per l'Indipendenza del Regno Unito (UKIP). È diventato candidato di questo partito, incluso alle elezioni della Camera dei lord (2005, 2010) e alle elezioni europee (2004, 2009). Nel 2008 è stato nominato segretario generale dell'UKIP. Alle elezioni europee del 2014, ha ottenuto il mandato di europarlamentare nella VIII legislatura. Durante il mandato ha lasciato l'UKIP e nel 2019 è entrato a far parte del Partito della Brexit.